# Filippo Beroaldo, o Jovem
Filippo Beroaldo, o Jovem (1472-1518) (* Bolonha, 1 de Outubro de 1472 † Roma, 30 de Agosto de 1518) foi filólogo, editor, poeta e bibliotecário do Vaticano. Traduziu do italiano para o latim. Foi professor de literatura da Universidade de Bolonha, tendo exercido também o cargo de secretário do papa Leão X.

## Publicações
- Anais de Tácito
- Odes e Epigramas latinos, 1550
- Castigationes in Cornelio Celso (1530)